# Walter Travers
Walter Travers (* um 1548 in Nottingham; † Januar 1634) war ein englischer puritanischer Geistlicher und Autor.

## Leben
Travers studierte am Christ’s College in Cambridge, wo er 1565 den Grad eines Bachelor of Arts und 1569 den eines Master of Arts erwarb. Bei einem Besuch in Genf freundete er sich mit Theodor Beza an und trat seitdem für die calvinistische Lehre und die presbyterianische Form der Kirchenorganisation ein. Nach der Veröffentlichung seiner Ecclesiasticae disciplinae, et anglicanae Ecclesiae ab illa aberrationis (1574, im selben Jahr als  A full and plaine declaration of Ecclesiasticall Discipline owt off the word off God auch in Englisch erschienen), einer Programmschrift des Presbyterianismus, erwarb er in Cambridge den Grad eines Bachelor of Divinity und 1576 an der Universität Oxford den Grad eines Doctor of Divinity. Eine Anstellung in der Church of England blieb ihm aber versperrt, weil er sich 1578 weigerte, die Neununddreißig Artikel zu unterzeichnen.
Travers verließ daraufhin England und wurde von Thomas Cartwright in Antwerpen ordiniert. 1580 kehrte er nach England zurück und wurde Hauskaplan bei William Cecil, 1. Baron Burghley sowie Erzieher seines Sohnes Robert Cecil, 1. Earl of Salisbury. Als Nachmittagsprediger an der Temple Church war er in eine Kontroverse mit Richard Hooker verwickelt, der die englische Staatskirche verteidigte. Travers wurde bei der Berufung auf die Pfarrstelle an der Temple Church durch Erzbischof John Whitgift übergangen, wurde 1591 Professor an der University of St Andrews und 1595 Rektor des neu gegründeten Trinity College in Dublin. Im August 1598 musste er jedoch wegen Krankheit sein Amt aufgeben und ging zurück nach London, wo er Jahrzehnte später verarmt und vergessen starb.